# Internet Infidels
Internet Infidels, inc. É uma organização sem fins lucrativos fundada em 1995 por Jeffery Jay Lowder e Brett Lemoine com a sede em Colorado Springs, com o objetivo de difundir a cosmovisão de que as entidades e forças sobrenaturais não existem (naturalismo metafísico). A organização mantém um site na internet (The Secular Web) de recursos educativos sobre agnosticismo, ateísmo, livre pensamento, humanismo, secularismo e outros pontos não teístas particularmente relevantes para não crentes e céticos sobre os eventos paranormais. Algumas fontes relevantes incluem textos que rebatem argumentos dos apologistas da religião e filósofos teístas, transcrições de debates entre crentes e descrentes, além de respostas de um ponto de vista racional e natural. O website Secular Web tem sido descrito pelo apologista cristão Gary Hebermas, como "um dos principais lugares da internet para os céticos"  e pelo físico cético Taner Edis como "o maior site da web para não crentes". Seu lema é  uma gota de razão em um mar de confusão.

## Missão
Richard Carrier, ex-editor-chefe, disse que "... a missão do Internet Infidels sempre foi o de defender e promover o Naturalismo Metafísico". A organização adota formalmente a definição de naturalismo metafísico do filósofo agnóstico Paul Draper como "a hipótese de que o mundo natural é um sistema fechado, o que significa que nada que não seja uma parte do mundo natural afeta-o... [Isso] implica que não há entidades sobrenaturais, ou pelo menos nenhuma que realmente exerça o seu poder de afetar o mundo natural."  o Internet Infidels tem como objetivo informar aos leitores quais pontos de vista semelhantes têm sido adotados ao redor do mundo e em épocas históricas, para tornar informações difíceis de encontrar em informações facilmente disponíveis, e para encorajar aqueles que professam uma crença a rever todos os argumentos e provas e chegar a suas próprias conclusões.

## OSecular Web
O produto primário do Internet Infidels é o site Secular Web. Sua seção Modern Library inclui artigos contemporâneos (de 1970 ao presente) que oferecem argumentos que todas as religiões são falsas (particularmente o Cristianismo, o Mormonismo, o Islamismo, o Judaísmo e o Hinduísmo), argumentos contra a existência de Deus, críticas de argumentos para a Existência de Deus, e argumentos para o Naturalismo Metafísico. Uma série de debates escritos entre Filósofos Teístas e Não Teístas proeminentes que cobrem estas questões estão disponíveis na biblioteca moderna intitulada "God or Blind Nature? Philosophers Debate the Evidence".
O Secular Web também inclui uma seção que contém obras históricas críticas da religião feitas por Voltaire, Thomas Jefferson, Thomas Paine, Mark Twain, Bertrand Russell e Albert Einstein.
A seção Secular Web Kiosk apresenta, artigos informais curtos. Estes artigos de interesse geral incluem editoriais, resenhas de livros, comentários sobre questões sociais ou políticas públicas, sátiras, ficções, entre outras coisas.
Bruce B. Lawrence, o Professor de Religião na Duke University, descreveu o local como "o melhor" para "materiais pensativos, redes extensas, e dons interdisciplinares." 

## IIDB
Até 2008, o Internet Infiddels havia organizado um fórum de discussão, IIDB (Internet Infidels Discussion Board), mas em 2008, o IIDB foi transferido para um novo local, Freethought and Rationalism Discussion Board (frdB) .

## Ligações Externas
- The Secular Web